# جرمی اسکات: طراح مردمی
جرمی اسکات: طراح مردمی (انگلیسی: Jeremy Scott: The People's Designer) یک فیلم در ژانر مستند است که در سال ۲۰۱۵ منتشر شد.